# کمپ ورزشی خوان گمپر
کمپ ورزشی خوآن گمپر (تلفظ کاتالان: [siwˈtat əspuɾˈtiβə ʒuˈaŋ ɡəmˈpe]) زمین تمرین و محل آکادمی باشگاه فوتبال اسپانیایی بارسلونا است. این ورزشگاه رسماً در ۱ ژوئن ۲۰۰۶ افتتاح شد و به افتخار خوان گمپر، بنیانگذار باشگاه، نامگذاری شد.
این کمپ واقع در سانت خئان دسپی (بایکس لوبرگات، استان بارسلون) در غرب مرکز بارسلونا و شمال فرودگاه شهر است و با مساحت ۱۶۳٫۶۵۰ متر مربع، از سال ۲۰۰۶ برای تمرینات و مسابقات تیم جوانان و از ژانویه ۲۰۰۹ برای تیم اول استفاده می‌شود. آموزش. همچنین توسط بسیاری از تیم‌های ورزشی دیگر باشگاه از جمله بسکتبال، هندبال و فوتسال که از امکانات آن مانند بخش چند منظوره ورزشی استفاده می‌کنند؛ استفاده می‌شود. اکنون که این مرکز به‌طور کامل به بهره‌برداری رسیده‌است، تمام تیم‌های جوانانی که قبلاً از امکانات نیوکمپ استفاده می‌کردند، عمدتاً مینی استادی و پالائو بلوگرانا، در آنجا تمرین می‌کنند. در سال ۲۰۱۹، ورزشگاه یوهان کرایف در کنار کمپ ورزشی افتتاح شد تا جایگزین مینی استادی به عنوان محل برگزاری مسابقات بارسلونا بی و بارسلونا فمنی شود.

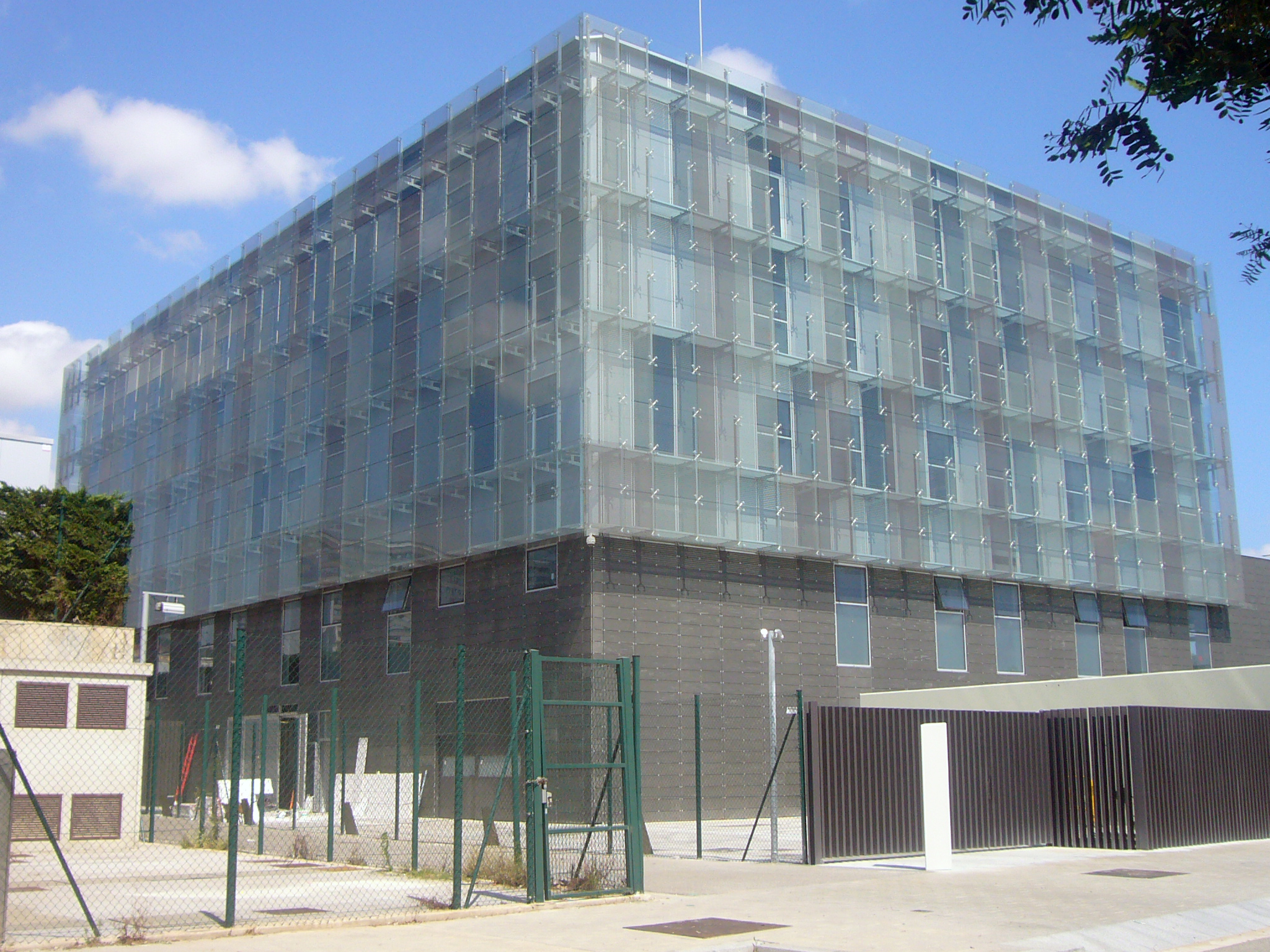
اقامتگاه جدید لا ماسیا در سال ۲۰۱۱ در این محل افتتاح شد.

تیم اول باشگاه بارسلونا در ۱۹ ژانویه ۲۰۰۹ به این مرکز نقل مکان کرد. این کار به تاریخ ۳۰ سالهٔ تمرسن کردن‌های تیم اول در زمین کوچکی (یعنی زمین لاماسیا) که ضمیمه نیوکمپ وجود داشت، پایان داد. امکانات برای تیم اول مانند آنچه در نیوکمپ است می‌باشد و در شروع فصل ۱۰–۲۰۰۹ شامل یک استخر کامل و سونا برای ریکاوری بازیکنان بود.
تا سال ۲۰۱۱ یک اقامتگاه جدید در محل افتتاح شد که بازیکنان جوان باشگاه بارسلونا را که قبلاً در لاماسیا اسکان داشتند، در خود جای می‌داد. این بخش شامل فضای زندگی برای حدود ۸۵ بازیکن است.
زمینی که این کمپ در آن احداث شد در سال ۱۹۸۹ توسط باشگاه خریداری شد و فقط ۴٬۵ کیلومتر با نیوکمپ فاصله دارد و مستقیماً توسط جاده بین بارسلونا و سنت خئان دسپی به هم متصل می‌شوند.
کمپ ورزشی در نهایت ۶۸ میلیون یورو هزینه داشت که ۲۵٬۶ میلیون آن مربوط به شهرسازی و ۴۲٬۵ میلیون نیز به کل هزینه‌های ساخت و ساز مربوط می‌شود. باشگاه دو قطعه زمین، اولی را در ۲۱ ژوئن ۲۰۰۲ و دومی را در ۲۰ فوریه ۲۰۰۳ به ترتیب به ارزش ۲۹٬۷ و ۱۵٬۹ میلیون یورو فروخت تا بخشی از هزینه‌های عملیاتی را پوشش دهد. مابقی مبلغ ۲۲٬۵ میلیون یورو مستقیماً توسط باشگاه سرمایه‌گذاری شد.

## امکانات

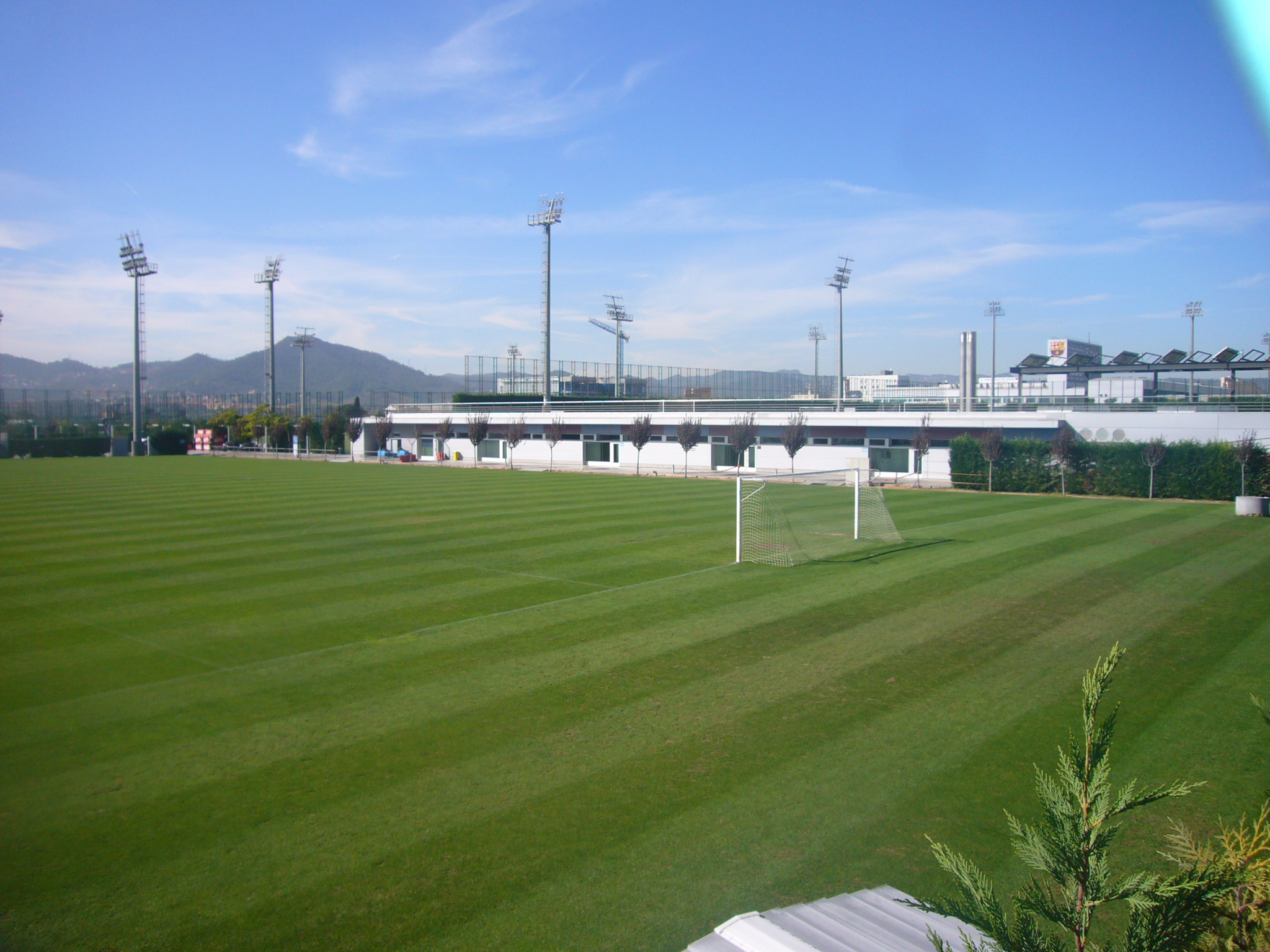
زمین چمن، شماره ۴

- ۵ زمین فوتبال چمن طبیعی.

زمین شماره ۷: (۸۶ × ۱۰۵ متر) با ظرفیت حدود ۱٬۷۵۰ تماشاگر.
* زمین شماره ۱: (۸۶ × ۱۰۵ متر) با ظرفیت حدود ۱٬۴۰۰ تماشاگر.
* زمین شماره ۲: (۶۵ × ۱۰۵ متر) با ظرفیت حدود ۴۰۰ تماشاگر.
* زمین شماره ۳: (۶۵ × ۱۰۵ متر)
* زمین شماره ۴: (۶۵ × ۱۰۵ متر)
- ۴ زمین چمن فیلدترف (۳ زمین با اندازه معمولی و ۱ مینی زمین فوتبال)

* زمین شماره ۸: (۶۵ × ۱۰۵ متر) با ظرفیت حدود ۹۵۰ تماشاگر.
* زمین شماره ۵: (۶۵ × ۱۰۵ متر)
* زمین شماره ۹: (۶۵ × ۱۰۵ متر)
* زمین شماره ۶: (۳۸ × ۵۵ متر)
- ۳ سالن ورزشی چندمنظوره (بسکتبال، هندبال و فوتسال) با ظرفیت ۴۷۲ تماشاگر.
- ۱ جایگاه تماشاگران در زمین شماره ۱.
- ۱ ساختمان خدمات (شامل سالن پذیرایی تیم).
- ۳ سالن بدنسازی.
- ۲ سالن مطبوعاتی.
- ۴ بخش کمک‌های اولیه.
- ۱ ساختمان رختکن.
- محوطه تمرینی مختلف برای دروازه‌بان‌ها و جنبه‌های فنی.
- در سال ۲۰۱۱ ساختمان جدید لاماسیا ساخته شد تا تمامی تیم‌های جوانان باشگاه بارسلونا را در خود جای دهد، همچنین می‌تواند توسط تیم‌های اصلی و تیم‌های ملی برای اردوهای آموزشی مورد استفاده قرار گیرد.
- در سال ۲۰۱۲، فیلدترف پلی‌گرس (بخش ایبریکا از شرکت فیلدترف) که به مدت ۲۰ سال با بارسلونا کار می‌کند، ۴ مورد از جدیدترین فناوری فیلدترف اُپتیمُم ۶۳ خود را که با الیاف بادوام که توسط مخلوطی از شن و ماسه سیلیس و مواد پرکننده لاستیک برودتی احاطه شده‌است را در کمپ ورزشی خوآن گمپر نصب کرد.[۳]
- یک سالن دارای استخر و سونا برای بهبود جراحات نیز در این کمپ ساخته شده‌است.[۴]